# كريستير هولت
كريستير هولت (بالسويدية: Christer Hult)‏ هو لاعب كرة قدم سويدي في مركز الدفاع، ولد في القرن العشرين. شارك مع منتخب السويد لكرة القدم. أما مع النوادي، فقد لعب مع نادي كالمار.